# AFC North
Az AFC North az NFL AFC konferenciájának északi csoportja. 2002-ben hozták létre az 1970-ben alakult AFC Central helyett, mikor az NFL 32 csapatosra bővült. Az AFC North-ban jelenleg szereplő csapatok: Baltimore Ravens, Cincinnati Bengals, Cleveland Browns, és Pittsburgh Steelers. 2002-ig a Houston Oilers (ma Tennessee Titans) is szerepelt a Browns, a Steelers, és a Bengals mellett, ez volt az eredeti négyes. 1995-ben csatlakozott a Jacksonville Jaguars, 1996-ban a Ravens. 2002-ben a Tennessee-t, és a Jacksonville-t áthelyezték az AFC Southba.

## Csoportgyőztesek
| Szezon      | Csapat               | Eredmény | Rájátszásbeli eredmény                  |
| ----------- | -------------------- | -------- | --------------------------------------- |
| AFC Central |                      |          |                                         |
| 1970        | Cincinnati Bengals   | 8–6–0    | Kikapott az AFC konferencia-elődöntőben |
| 1971        | Cleveland Browns     | 9–5–0    | Kikapott az AFC konferencia-elődöntőben |
| 1972        | Pittsburgh Steelers  | 11–3–0   | Kikapott az AFC konferenciadöntőben     |
| 1973        | Pittsburgh Steelers  | 10–4–0   | Kikapott az AFC konferencia-elődöntőben |
| 1974        | Pittsburgh Steelers  | 10–3–1   | Megnyerte a Super Bowl IX-et            |
| 1975        | Pittsburgh Steelers  | 12–2–0   | Megnyerte a Super Bowl X-et             |
| 1976        | Pittsburgh Steelers  | 10–4–0   | Kikapott az AFC konferenciadöntőben     |
| 1977        | Pittsburgh Steelers  | 9–5–0    | Kikapott az AFC konferencia-elődöntőben |
| 1978        | Pittsburgh Steelers  | 14–2–0   | Megnyerte a Super Bowl XIII-at          |
| 1979        | Pittsburgh Steelers  | 12–4–0   | Megnyerte a Super Bowl XIV-et           |
| 1980        | Cleveland Browns     | 11–5–0   | Kikapott az AFC konferencia-elődöntőben |
| 1981        | Cincinnati Bengals   | 12–4–0   | Kikapott a Super Bowl XVI-on            |
| 1982*       | Cincinnati Bengals   | 7–2–0    | Kikapott a AFC First Roundban           |
| 1983        | Pittsburgh Steelers  | 10–6–0   | Kikapott az AFC konferencia-elődöntőben |
| 1984        | Pittsburgh Steelers  | 9–7–0    | Kikapott az AFC konferenciadöntőben     |
| 1985        | Cleveland Browns     | 8–8–0    | Kikapott az AFC konferencia-elődöntőben |
| 1986        | Cleveland Browns     | 12–4–0   | Kikapott az AFC konferenciadöntőben     |
| 1987        | Cleveland Browns     | 10–5–0   | Kikapott az AFC konferenciadöntőben     |
| 1988        | Cincinnati Bengals   | 10–6–0   | Kikapott a Super Bowl XXIII-on          |
| 1989        | Cleveland Browns     | 9–6–1    | Kikapott az AFC konferenciadöntőben     |
| 1990        | Houston Oilers       | 9–7–0    | Kikapott az AFC Wild Card-fordulóban    |
| 1991        | Houston Oilers       | 11–5–0   | Kikapott az AFC konferencia-elődöntőben |
| 1992        | Pittsburgh Steelers  | 11–5–0   | Kikapott az AFC konferencia-elődöntőben |
| 1993        | Houston Oilers       | 12–4–0   | Kikapott az AFC konferencia-elődöntőben |
| 1994        | Pittsburgh Steelers  | 12–4–0   | Kikapott az AFC konferenciadöntőben     |
| 1995        | Pittsburgh Steelers  | 11–5–0   | Kikapott a Super Bowl XXX-on            |
| 1996        | Pittsburgh Steelers  | 10–6–0   | Kikapott az AFC konferencia-elődöntőben |
| 1997        | Pittsburgh Steelers  | 11–5–0   | Kikapott az AFC konferenciadöntőben     |
| 1998        | Jacksonville Jaguars | 11–5–0   | Kikapott az AFC konferencia-elődöntőben |
| 1999        | Jacksonville Jaguars | 14–2–0   | Kikapott az AFC konferenciadöntőben     |
| 2000++      | Tennessee Titans     | 13–3–0   | Kikapott az AFC konferencia-elődöntőben |
| 2001        | Pittsburgh Steelers  | 13–3–0   | Kikapott az AFC konferenciadöntőben     |
| AFC North   |                      |          |                                         |
| 2002        | Pittsburgh Steelers  | 10–5–1   | Kikapott az AFC konferencia-elődöntőben |
| 2003        | Baltimore Ravens     | 10–6–0   | Kikapott az AFC Wild Card-fordulóban    |
| 2004        | Pittsburgh Steelers  | 15–1–0   | Kikapott az AFC konferenciadöntőben     |
| 2005++      | Cincinnati Bengals   | 11–5–0   | Kikapott az AFC Wild Card-fordulóban    |
| 2006        | Baltimore Ravens     | 13–3–0   | Kikapott az AFC konferencia-elődöntőben |
| 2007        | Pittsburgh Steelers  | 10–6–0   | Kikapott az AFC Wild Card-fordulóban    |
| 2008        | Pittsburgh Steelers  | 12–4–0   | Megnyerte a Super Bowl XLIII-at         |
| 2009        | Cincinnati Bengals   | 10–6–0   | Kikapott az AFC Wild Card-fordulóban    |
| 2010        | Pittsburgh Steelers  | 12–4–0   | Kikapott a Super Bowl XLV-ön            |
| 2011        | Baltimore Ravens     | 12–4–0   | Kikapott az AFC konferenciadöntőben     |
| 2012        | Baltimore Ravens     | 10–6–0   | Megnyerte a Super Bowl XLVII-et         |
| 2013        | Cincinnati Bengals   | 11–5–0   | Kikapott az AFC Wild Card-fordulóban    |
| 2014        | Pittsburgh Steelers  | 11–5–0   | Kikapott az AFC Wild Card-fordulóban    |
| 2015        | Cincinnati Bengals   | 12–4–0   | Kikapott az AFC Wild Card-fordulóban    |
| 2016        | Pittsburgh Steelers  | 11–5–0   | Kikapott az AFC konferenciadöntőben     |
| 2017        | Pittsburgh Steelers  | 13–3–0   | Kikapott az AFC konferenciadöntőben     |
| 2018        | Baltimore Ravens     | 10–6–0   | Kikapott az AFC Wild Card-fordulóban    |
| 2019        | Baltimore Ravens     | 14–2–0   | Kikapott az AFC konferencia-elődöntőben |
| 2020        | Pittsburgh Steelers  | 12–4–0   | Kikapott az AFC Wild Card-fordulóban    |
| 2021        | Cincinnati Bengals   | 10–7–0   | Kikapott a Super Bowl LVI-on            |
| 2022        | Cincinnati Bengals   | 12–4–0   | Kikapott az AFC konferenciadöntőben     |
| 2023        | Baltimore Ravens     | 13–4–0   | Kikapott az AFC konferencia-elődöntőben |
| 2024        | Baltimore Ravens     | 12–5–0   | Kikapott az AFC konferencia-elődöntőben |

* – 1982-ben játékossztrájk miatt az alapszakaszból csupán 9 fordulót játszottak le, ezért ebben az évben egy 16 csapatos különleges rájátszást szerveztek, és a csoportbeli eredményeket nem vették figyelembe.
++ – 2000-ben a Baltimore, 2005-ben a Pittsburgh nyerte a Super Bowlt, mindketten Wild Card csapatként.